# Their First Tintype
Their First Tintype è un cortometraggio muto del 1920 sceneggiatore, diretto e interpretato da Bud Jamison.

## Produzione
Il film fu prodotto dalla Century Film.

## Distribuzione
Distribuito dall'Universal Film Manufacturing Company, il film - un cortometraggio in due bobine - uscì nelle sale cinematografiche USA il 29 dicembre 1920.